# Xenillus fernandoi
Xenillus fernandoi är en kvalsterart som beskrevs av Morell 1989. Xenillus fernandoi ingår i släktet Xenillus och familjen Xenillidae. Inga underarter finns listade i Catalogue of Life.